# Fundacja Uniwersytetu w Białymstoku
Fundacja Uniwersytetu w Białymstoku – polska fundacja założona w 2004 roku w celu wspierania rozwoju Uniwersytetu w Białymstoku w zakresie działalności dydaktycznej, naukowej i studenckiej.
Misją organizacji jest rozwój zasobów ludzkich, budowanie kapitału społecznego oraz wykorzystanie przygranicznego położenia uniwersytetu i miasta Białystok celem inicjowania transgranicznych projektów partnerskich.
Fundacja realizuje swoje cele poprzez: organizację wykładów, seminariów, konferencji oraz innych spotkań o podobnym charakterze; organizowanie kursów i szkoleń; działalność doradczą; wspieranie i inicjowanie współpracy zagranicznej; informowanie o wszelkich wydarzeniach w celu promocji pozytywnego wizerunku uniwersytetu; działalność reklamową; współorganizację projektów realizowanych przez jednostki organizacyjne uniwersytetu; ustanawianie odrębnych programów i funduszy w celu wspierania działalności naukowej, pracowników uniwersytetu oraz studentów; wspieranie bazy materialnej uniwersytetu; wspieranie i prowadzenie działalności wydawniczej; wspieranie istniejących oraz nowo powstających uniwersyteckich organizacji studenckich.

## Projekty fundacji
- Białostocki Audiobus. Dźwiękowy przewodnik do słuchania w autobusach komunikacji miejskiej - umożliwienie białostoczanom i turystom nowego sposobu poznawania miasta. Opracowanie treści przewodników dla dwóch tras linii autobusowych i nagrań dźwiękowych z informacją krajoznawczą do odtwarzania na dowolnym odtwarzaczu (MP3, telefon komórkowy) i słuchawkach między kolejnymi przystankami wybranych linii komunikacji miejskiej. Udostępnienie plików w wersjach odpowiadających dwóm kierunkom jazdy. Promocja projektu w mediach elektronicznych, poprzez wydarzenia towarzyszące i na powierzchniach reklamowych w autobusach[3][4][5].

- Przygody Innego - pilotażowy programu kształtowania wrażliwości na odmienność realizowany we współpracy z Fundacją Edukacji i Twórczości. Próba wykształcenia wśród dzieci w wieku przedszkolnym i wczesnoszkolnym pozytywnych postaw oraz zasad pokojowego współżycia z osobami wywodzącymi się z różnych kultur. Projekt związany z integracją mieszkańców miasta Białystok i uchodźców głównie z Czeczenii oraz przeciwdziałaniem ich dyskryminacji w życiu publicznym[6][7][8].

- Projekt Bojary - stale rozbudowywana wystawa realizowana we współpracy z Centrum im. Ludwika Zamenhofa w Białymstoku. Połączenie tradycyjnej i multimedialnej prezentacji zarchiwizowanych fotografii i wspomnień mieszkańców wiejskiej dzielnicy Bojary położonej w samym centrum miasta Białystok[9][10][11][12][13].

- Uwiecznić Atlantydę - projekt realizowany we współpracy z nieformalną grupą Kabat, Gimnazjum im. ks. Wacława Rabczyńskiego w Wasilkowie oraz Gimnazjum Publicznym w Krynkach. Organizacja spotkań młodzieży, warsztaty integracyjne, międzykulturowe oraz spotkania ze świadkami historii. Wyprawy terenowe i plenery fotograficzne śladami wielokulturowości Podlasia w celu opracowania dokumentacji lokalnego dziedzictwa[14][15][16][17].

- 35 lat później - próba udokumentowania zmian urbanistycznych, estetycznych i społecznych jakie nastąpiły w Białymstoku po 1975 roku. Krytyczne nawiązanie do obrazu miasta opisanego w wydanym wówczas przewodniku "Szlakiem osiągnięć Polski Ludowej po Białymstoku" autorstwa Waldemara Monkiewicza i Elwiry Duc. Wywołanie refleksji i dyskusji nad kondycją, funkcją i znaczeniem przestrzeni miejskich oraz zaktywizowania młodzieży wokół zadania projektowania miasta i jego przyszłości. Realizacja akcji fotograficznych, warsztatów plastycznych i wystaw[18][19][20][21].

- Kot(d) dla tolerancji - przeprowadzenie warsztatów plastycznych, literackich, teatralnych i terenowych kształtujących i rozwijających postawy otwartości i tolerancji wobec odmienności - kulturowej, religijnej, etnicznej. Przygotowanie w oparciu o nie publikacji pod tym samym tytułem ze scenariuszami zajęć do łatwego wykorzystania i zaadaptowania w lokalnych warunkach. Zorganizowanie spotkania z nauczycielami i edukatorami, zapoznanie ich z materiałami oraz wymiana doświadczeń w dziedzinie nauczania o wielokulturowości[22][23][24].

- Ładniej? PRL w przestrzeni miasta - zachęcenie mieszkańców Białegostoku do refleksji nad przestrzenią miejską i zmianami w niej zachodzącymi; stworzenie przestrzeni do wyrażenia przez mieszkańców Białegostoku ich opinii na temat wyglądu miasta; zainicjowanie publicznej debaty na temat pozytywnych i negatywnych zjawisk zachodzących w miejskiej przestrzeni w okresie po 1989 r.; próba wywołania dyskusji na temat tego czy i jak należy zachować architekturę PRL-u[25][26][27][28][29][30].

- Szlak Dziedzictwa Żydowskiego - próba przedstawienia historii białostockich Żydów i stosunków polsko-żydowskich na terenie Białegostoku w latach 1658-1939, jak również udokumentowanie i oznaczenie miejsc związanych z historią białostockich Żydów, ukazanie narodu żydowskiego jako części społeczeństwa wielonarodowej przedwojennej Polski, popularyzacja elementów żydowskiej kultury i tradycji, a także osłabienie wzajemnych stereotypów polsko-żydowskich[31][32][33][34][35][36][37].

- Co nas łączy / co nas różni? - próba spojrzenia na miasto Białystok i województwo podlaskie oczami mieszkańców innych krajów - zagranicznych studentów przebywających w mieście na wymianie w ramach programu Socrates-Erasmus; konfrontacja percepcji przestrzeni rdzennych mieszkańców miasta z percepcją osób przebywających w nim jedynie przez pewien okres. Do porównań i analiz służą zdjęcia zrobione przez uczestników i zaprezentowane w drukowanym przewodniku wieńczącym projekt[38][39][40][41].

- Supełek - chronimy pamięć naszego miasteczka - konkurs dla młodzieży gimnazjalnej i licealnej z Michałowa i okolic poświęcony pamięci historycznej i społecznym mechanizmom jej powstawania[42][43][44].

## Władze

### Rada Fundacji
- prof. dr hab. Jerzy Nikitorowicz - przewodniczący Rady Fundacji, Rektor UwB
- dr hab. Anatol Kojło, prof. UwB - dziekan Wydziału Biologiczno-Chemicznego
- dr hab. Robert Ciborowski, prof. UwB - dziekan Wydziału Ekonomii i Zarządzania
- dr hab. Jarosław Wołkonowski, prof. UwB - dziekan Wydziału Ekonomiczno-Informatycznego w Wilnie
- dr hab. Bogusław Nowowiejski, prof. UwB - dziekan Wydziału Filologicznego
- dr hab. Eugeniusz Żukowski, prof. UwB - dziekan Wydziału Fizyki
- prof. dr hab. Andrzej Sadowski - dziekan Wydziału Historyczno-Socjologicznego
- prof. dr hab. Anatol Odzijewicz - dziekan Wydziału Matematyki i Informatyki
- dr hab. Elwira Kryńska, prof. UwB - dziekan Wydziału Pedagogiki i Psychologii
- prof. dr hab. Leonard Etel - dziekan Wydziału Prawa
- mgr Halina Brzezińska-Stec - dyrektor Biblioteki Uniwersyteckiej

### Zarząd Fundacji
- dr Katarzyna Niziołek - prezes Zarządu
- dr Anna Młynarczuk-Sokołowska - wiceprezes Zarządu
- dr Małgorzata Skowrońska-Mierzyńska - wiceprezes Zarządu

### Fundatorzy
- prof. dr hab. Marek Gębczyński
- dr hab. Józef Rogowski
- dr. hab. Nina Siemieniuk
- prof. dr hab. Leonarda Dacewicz
- prof. dr hab. Jacek Witold Morzycki
- prof. dr hab. Andrzej Sadowski
- dr hab. Halina Parafianowicz
- dr hab. Dariusz Kijowski
- dr hab. Anatol Odzijewicz
- dr Anna Maria Harbig
- dr Andrzej Wojciech Trybulec
- dr Jerzy Halicki
- Bożena Sudnik
- Małgorzata Ewa Ludera
- Marcin Tyniewicki
- Marcin Żukowski
- Marta Golonko